# 1756 en littérature
| Années de la littérature : 1753 - 1754 - 1755 - 1756 - 1757 - 1758 - 1759    |
| Décennies de la littérature : 1720 - 1730 - 1740 - 1750 - 1760 - 1770 - 1780 |

Cet article présente les faits marquants de l'année 1756 en littérature.

## Événements
- 1er mars : sortie du premier numéro de The Critical Review publiée par Tobias Smollett[1].
- 11 mars : première réunion à Lisbonne de l'« Arcadie lusitanienne (pt) », société littéraire qui entend restaurer le théâtre, la poésie et la critique portugaise[2] ; le projet de statuts est formulé le 23 septembre[3].

- 9 avril : Jean-Jacques Rousseau se rend à l'Ermitage, une maison mise à sa disposition par Louise d'Épinay à l'orée de la forêt de Montmorency[4]. Il y reste jusqu'en décembre 1757. Pendant cette période, il se brouille avec ses amis Denis Diderot, Grimm et Mme d'Épinay[5].

- 28 décembre :  l’amiral britannique John Byng passe en cour martiale pour avoir perdu une bataille ; Voltaire obtient du maréchal de Richelieu qu'il adresse une déclaration pour la défense de Bing. Ce-dernier est condamné à mort le 27 janvier 1757 et exécuté le 14 mars 1757[6]. Voltaire y fait allusion dans Candide où il remarque que les Anglais croient bon « de tuer un amiral de temps en temps pour encourager les autres ».

- Angelo Maria Bandini est nommé directeur de la bibliothèque Laurentienne à Florence après la mort de Biscioni[7]

## Parutions
- Mars : Voltaire, Poème sur le désastre de Lisbonne : ou examen de cet axiome, tout est bien, Genève, Gabriel Cramer, 1756 (présentation en ligne).
- 18 mai : Edmund Burke, A Vindication of Natural Society (en), London, Robert Dodsley, 1756 (présentation en ligne)  (« Une défense de la société naturelle »), 500 exemplaires publiés à titre anonyme[8].

- Charles de Brosses, Histoire des navigations aux terres australes, vol. 1, Paris, Durand, 1756 (présentation en ligne), en deux volumes.
- Voltaire, Essai sur les mœurs et l’esprit des nations, Genève, frères Cramer , 1756 (présentation en ligne).

- Victor Riquetti de Mirabeau, L’Ami des hommes ou Traité sur la population, vol. 1, Avignon, 1756 (présentation en ligne).

- Jeanne-Marie Leprince de Beaumont, Le Magasin des enfants : ou Dialogues d’une sage gouvernante avec ses élèves de la première distinction, vol. 1, Londres, J. Haberkorn, 1756 (présentation en ligne), manuel d'éducation en quatre volumes, qui contient une version abrégée du conte La Belle et la Bête.

- Michel-Jean Sedaine, Le vaudeville : poëme didactique, en quatre chants, Paris, 1756 (présentation en ligne).
- Salomon Gessner, Idyllen, Zurich, Gessner, 1756 (présentation en ligne) (« Idylles »), recueil de poèmes en prose.